# Mala fides
Mala fides — латинський юридичний термін. За законом Mala fides позначає психічні та моральні стани хибності судження або думки; також стосовно доцільності або розбещення лінії поведінки. Протилежним концептом є bona fides
Як юридична концепція bona fides\mala fides особливо важлива в питаннях справедливості.